# واکنش یاریش-هرکس‌هایمر
واکنش یاریش-هرکس‌هایمر (به آلمانی: Jarisch-Herxheimer-Reaktion) واکنشی است که بدن به اندوتاکسین می‌دهد.
یاریش و هرکس‌هایمر دو فرد آلمانی بودند که واکنش‌های بیماران سیفلیسی که تحت درمان جیوه قرار گرفته بودند را مشاهده می‌کردند. این واکنش‌های در ۵۰٪ بیماران در مرحله اولیه و ۹۰٪ بیماران در مرحلۀ ثانویه که تحت درمان جیوه و آنتی‌بیوتیک قرار گرفته بودند مشاهده شد.
این عارضه غالباً در عرض یک ساعت آغاز می‌شود و ۲۴ ساعت به طول می‌انجامد و نشانه‌های آن عبارتند از تب، دردهای عضلانی، سردرد و تندتپشی. این عارضه با سیتوکینی ایجاد می‌شود که سیستم ایمنی بدن در واکنش به لیپو پروتئین آزاد شده از پارگی باکتری سیفلیس رها می‌کند.
این واکنش در بیماران خراش گربه، تب مالت, حصبه, و تریشینوسیس نیز گزارش شد.